# 노마딕
노마딕(Nomadic)은 미국 샌프란시스코에 본사를 둔 언차티드 VR(Uncharted VR) 사가 개발한 VR 엔터테인먼트다. 노마딕은 실제 공간과 물건이 VR 헤드마운트디스플레이(HMD) 속 VR 영상에 바로 반영되는 컨텐츠로 높은 호응을 얻었으며, 미국 올랜도에 위치한 노마딕 본점은 글로벌 여행 플랫폼인 트립어드바이저(Tripadvisor)에서 제공하는 올랜도 내 어트랙션 중 최상위권 (2019년 7월 말 260개 중 상위 3위)을 차지하기도 했다. 국내에서는 CJ 4DPLEX가 2019년 8월 16일 서울 광진구 CGV강변에 VR 어트랙션 노마딕 1호점을 열었다. 기존 노마딕의 VR 컨텐츠에 4DX의 기술이 결합되어 바람, 진동, 모션 효과가 추가되어 공간감과 몰입감이 강화되었다.

## 상세 설명
노마딕은 VR 컨텐츠에 '텍타일(Tactile, 촉각) 피드백' 기술을 접목해 신개념 워킹 VR(Walking VR)을 구현하였으며, 4DX의 바람, 진동 등 효과를 더해 플레이어가 상황에 따라 환경을 체감할 수 있도록 설계되었다. 플레이어는 VR 헤드마운트디스플레이(HMD), 백팩 PC를 착용하고 약 30평 정도의 공간을 걸어 다니며 다양한 미션을 수행한다. 플레이어가 VR 컴퓨터를 직접 메고 다니는 것이라 활동 범위에 제약이 없다. 기존의 VR게임이 관람객과 컴퓨터가 따로 떨어져 있어 눈앞의 화면에만 의지해야 했던 것과 다른 점이다.
미션을 수행하는 과정에서 문과 서랍 손잡이, 승강기 버튼, 전원 레버 등을 직접 작동하며 인터렉티브(Interactive)한 VR을 체험할 수 있다. 노마딕의 센서와 소프트웨어로 게임 공간을 모두 디지털 맵핑해 플레이어가 VR 화면에 보이는 모든 물체를 가상이 아닌 현실 공간에서 실제로 만질 수 있는 체험을 제공한다. 바닥 핀홀과 물건에 부착한 LED로 실제 공간과 물건을 VR영상에 실시간으로 표현하는 기술을 활용해 시차 없이 실제행동과 영상표출이 동시에 이뤄지는 것이 핵심이다. 또한 컨텐츠에 따라 내부 구조를 변형하여 이용할 수 있다는 장점이 있다.

## 노마딕 컨텐츠
노마딕의 대표 컨텐츠는 아케이드 기반의 VR 슈팅 게임 '애리조나 선샤인: 컨테이전 Z(Arizona Sunshine: Contagion Z)'가 있다. 황무지부터 도심까지 다양한 장소를 배경으로 좀비가 창궐한 비밀 기지에서 해독제를 찾고 인질을 구출하는 내용의 컨텐츠이다. 해당 게임은 플로라다와 캘리포니아의 노마딕 매장에서도 운영 중이며, 2018년 7월 CGV오리에서 약 3주간 체험관 형태로 공개된 바 있다.
노마딕 공식 웹사이트에서는 노마딕 VR 체험을 통해 고도(Heights)와 좁은 공간에 있는 듯한 느낌과 물건을 쥐고 만지는 느낌은 물론, 가상 무기를 실감나게 체험할 수 있다고 소개한다. 또한 균형잡기, 물건 들어올리기 등의 물리적 체감도 가능하다.
현재 CGV강변 노마딕 1호점에서 체험 가능한 '애리조나 선샤인: 컨테이전 Z'는 전체이용가이다.